# 西村秀雄 (解剖学者)
西村 秀雄（にしむら ひでお、1912年（明治45年）5月17日 - 1995年（平成7年）10月17日）は、日本の解剖学者。
西村秀雄は1955年から1976年まで、京都大学医学部の解剖学教授として、《ヒトにおける奇形の発生率は初期胎児集団において高い》ことを報告した。この発見が《重度の奇形を持った胎児は自然流産につながりやすい》ことの根拠となった。
1948年、敗戦後の人口増加による窮乏を緩和するため、国会は社会的・経済的理由による妊娠中絶を合法化した。当時日本は米軍占領下にあり、GHQ公衆衛生福祉局は「避妊・家族計画」を推奨して中絶に反対したが、やがて賛同した。1960年から西村は22府県の1400人をこえる産科医の協力をとりつけ、妊娠初期に中絶のため医院を訪れる母親たちの同意を得て、摘出された胎児を研究標本として収集し、調査した。その後15年にわたって4万点近い胎児標本が収集され、1975年にこれを永久保存するため西村は「京都大学医学部附属先天異常標本解析センター」を設立した。世界最大のヒト胎児標本の研究センターとして、国際的には「京都コレクション」と呼ばれている。

## 生い立ち
西村は1912年に京都で生まれ、京都府師範学校附属小学校第二教室、京都府立第一中学校、第三高等学校において、大正デモクラシー時代の自由主義教育を受けた。京都帝国大学医学部在学中、フリードリヒ・クラウスの『一般・特殊ヒト病理学（Die Allgemeine und Spezielle Pathologie der Person）』を読み、ヒトの発生に興味を持った。師と仰いだ京都帝国大学医学部解剖学教授の舟岡省五(1890-1974)は学際分野における独創的な研究で知られ、西村は師の指導にしたがい当時未踏であった哺乳類の異常発達の研究をライフワークに選んだ。

## 研究活動
1952年、西村は「Zinc deficiency in suckling mice deprived of colostrum: Eleven figures［初乳摂取を阻害されたマウス乳仔の亜鉛欠乏症:11図］を米国の一流学術誌The Journal of Nutritionに送った。査読者の一人はロチェスター大学医学部解剖学教授でカナダ人のカール・E・メイソンであった。メイソンはドイツ語を学んだ西村のぎこちない英語を修整することを申し出て、その結果論文は合格し、1953年に掲載された。
京都大学医学部の解剖学教授に就任3年後の1958年、西村は米国ロックフェラー財団の医学研究フェローとして8カ月のあいだ欧米の研究機関や大学を訪ねた。そして《第二次世界大戦後の科学研究は国際的な協同作業でなければならない》と確信して帰国した。
1960年、西村は近畿を中心とする22府県の1400人をこえる開業産婦人科医師を個別に訪ね始め、《医学的合併症のない母親が健康なまま、社会的・経済的理由で妊娠を安全に中絶できるのは日本だけ》であり、《熟練した産科医師は無傷の新鮮な胎児標本を外科的に摘出でき》、その結果《この胎児集団はヒト一般人口の出生前集団の抽出となり得る》ことを説いた。そして日本独自の研究プロジェクトとして未知の事実が究明されることを説明した。やがて医師の協力と母親の同意のもとに、京都大学医学部解剖学教室において胎児標本収集がはじまった。
1961年8月、西村を含む7人の研究者が日本先天異常学会を設立した。その数ヶ月後、ウィドゥキント・レンツ(1919-1995)が、サリドマイドと呼ばれた鎮静剤が四肢奇形の発生を誘発することを報告した。これによってヒトの出生前集団におよぼす薬物の催奇形性調査の重要性が浮き彫りとなり、「ヒト奇形学」は医学における新しい研究分野として国際的に確立した。
1962年から一年間、米国メイン州バー・ハーバーにあるジャクソン研究所が西村を最初の客員研究員として招聘した。第二次世界大戦中には下級軍医として徴兵され、日本敗戦後は香港で英国の降伏兵収容所に拘留されていた西村は、国際文化の交流と理解が世界平和への道であると確信していた。バー・ハーバー滞在一年のあいだ、実験と最初の英文著書の執筆にたずさわりながら、西村は一家をあげてジャクソン研究所の科学者夫妻全員を順番に「すき焼き」に招き、食後は日本と日本人を紹介するスライドショーでもてなした。
1965年に国際小児科学会が日本で開催され、海外から小児科学者や奇形発生学者が東京に集まった。学会後、Waldo E. Nelson、Josef Warkany、James D. Wilson、Thomas H. Shepard、Chester A. Swinyardなどが京都を観光するため訪れ、西村のヒト胎児標本コレクションを実際に視察した。その結果、それまでの文部省および藤原記念財団からの支援に加え、米国National Institutes of Health、March of Dimes財団、Association for the Aid of Crippled Childrenからも研究助成金がおりた。その後10年、西村は研究発表のかたわら京都大学医学部解剖学教室において40名を越える研究チーム(医学部教職員、薬剤研究者、組織標本技師、国内外の大学院生、事務職員、カメラマン、動物管理人、運転手など)を率いた。お中元やお歳暮を廃止し、役職にかかわらずお互いを「先生」と呼ぶなど、封建的な医学部において「民主的」な研究室運営をこころみた西村だったが、あまりうまく行かなかった。1975年、西村は4万点近い胎児標本を永久保存するため京都大学医学部附属先天異常標本解析センターを設立し、翌1976年に63歳で定年退官した。
西村は内向的で引っ込み思案な性格だったが、生来の論理的思考がそれを乗り越えた。教師としては若者たちに独創をめざして常に新しい挑戦をするよう勧めた。京都出身の解剖学者としては、京都大学図書館に保存されている18世紀京都の古文書や地図を調べ、1754年に山脇東洋(1706-1762)によってなされた日本初のヒト内臓の観察（「腑分け」）の場所を同定した。定年退官後は、神奈川県川崎市の実験動物中央研究所の学術顧問となり、助手などに支えられて研究を続け、集大成となる出版を終えた。1983年70歳のときに10歳年下の妻絹江を肺がんで亡くし、これが彼の晩年に暗雲をもたらした。1995年死去。享年83歳。

## 経歴
- 1935年 京都帝国大学医学部医学科卒業
- 1946年 京都大学・医学部解剖学教室教授（1976年まで）
- 1963年 厚生省中央薬事審議会委員
- 1974年 紫綬褒章受勲
- 1978年 日本学士院賞受賞
- 1979年 医学研究振興賞
- 1983年 勲二等瑞宝章
- 1987年 日本学士院会員